# Tunbyn, Hudiksvalls kommun
Tunbyn är kyrkbyn i Hälsingtuna socken i Hudiksvalls kommun, Hälsingland.
Väster om europaväg 4 ligger Hälsingtuna kyrka. 
Utanför kyrkan finns två runstenar, varav den ena troligtvis är den största i Sverige. Den kallas även Hälsingtunastenen.

## Kända personer
- Per Granath
- Kjell E. Genberg
- Anders Wiberg
- Alfred Jensen

## Galleri

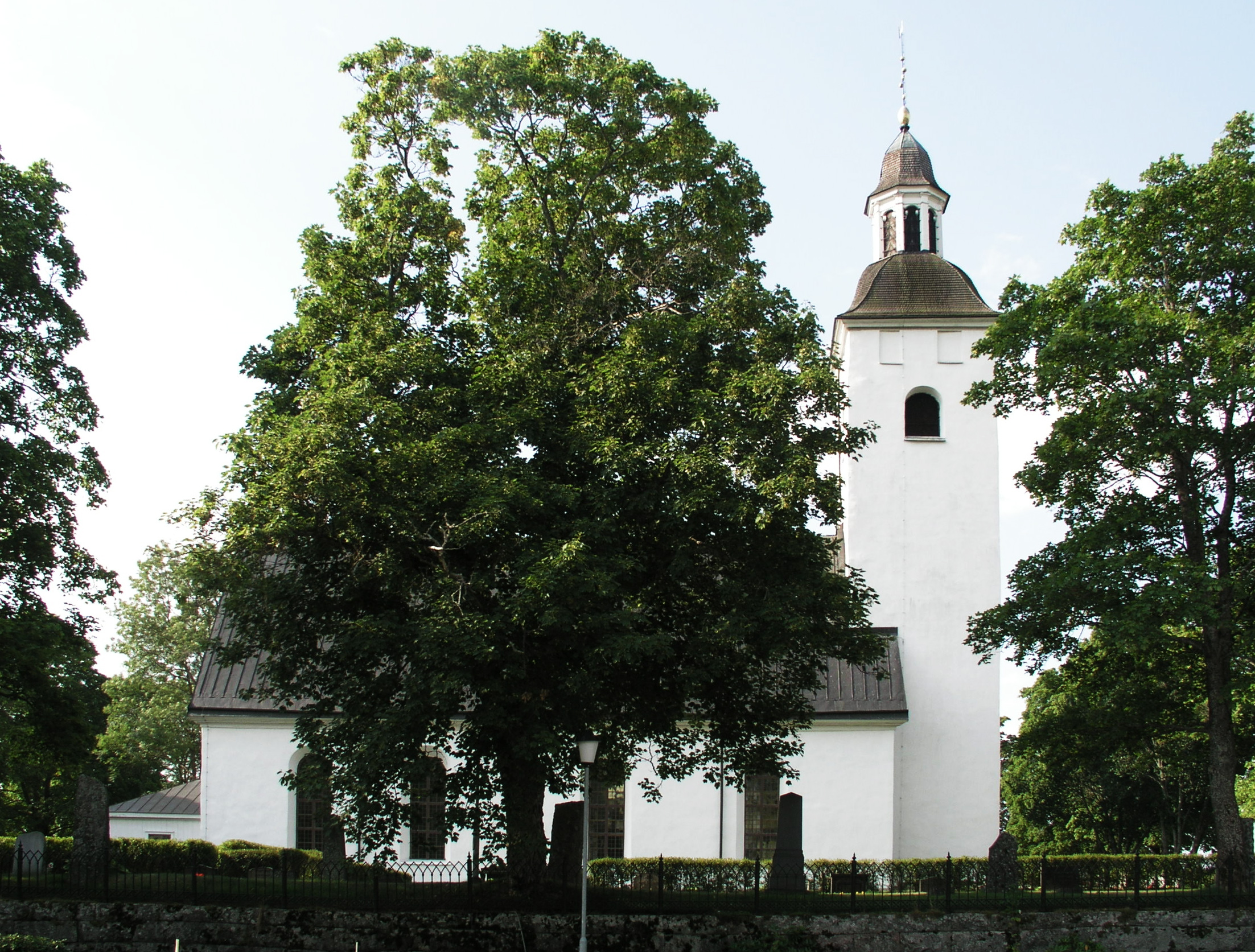
Hälsingtuna kyrka
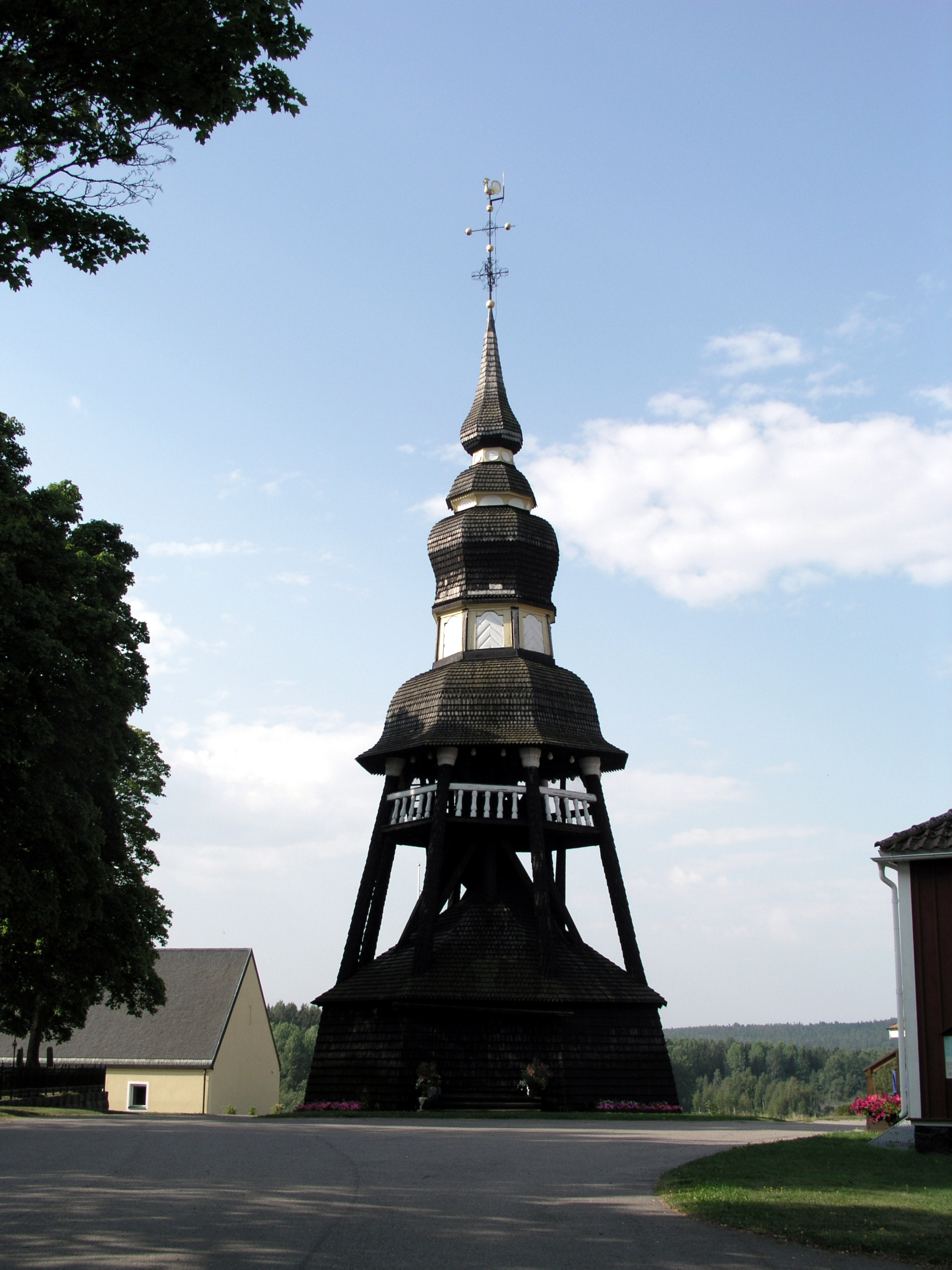
Klockstapel
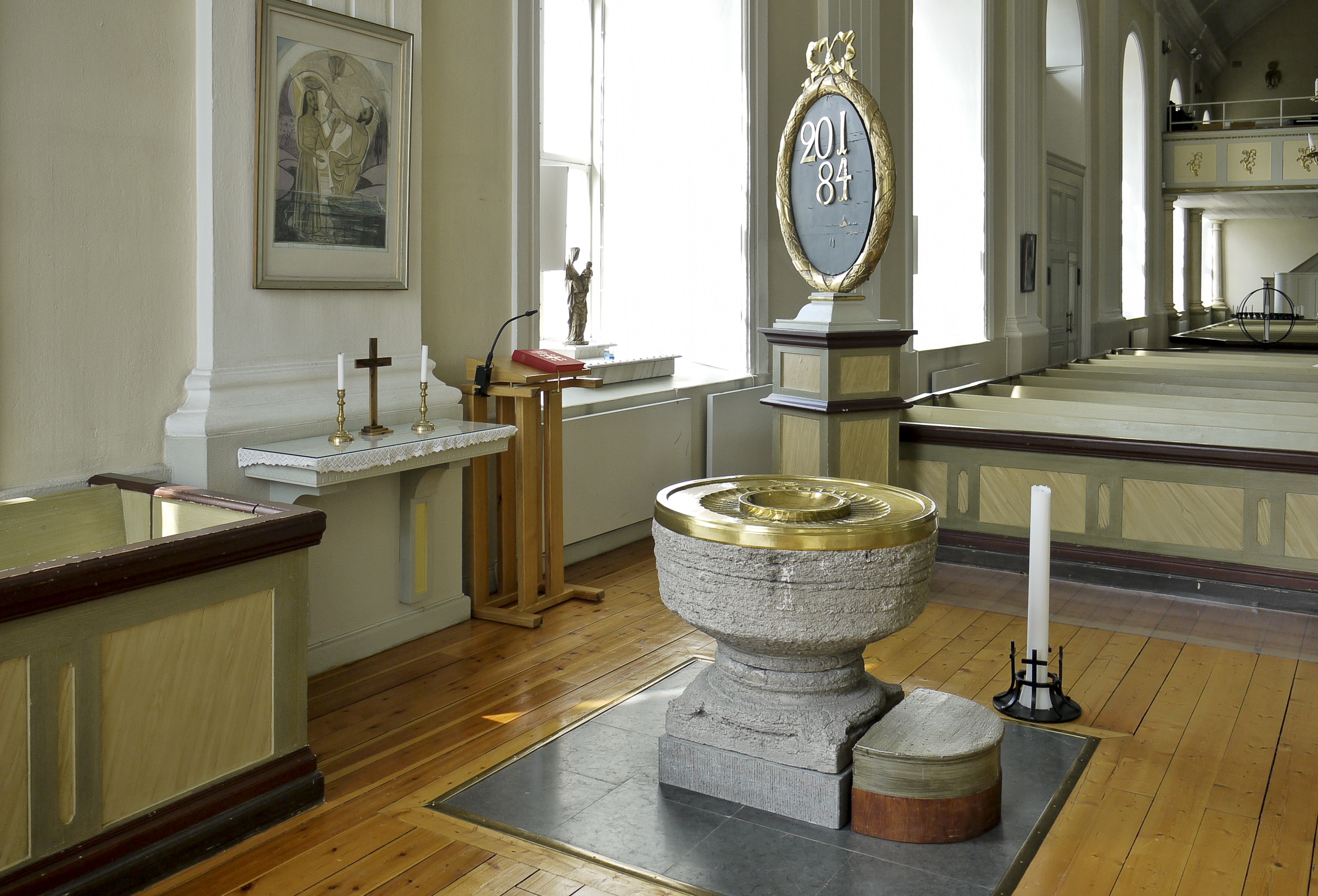
Dopfunt

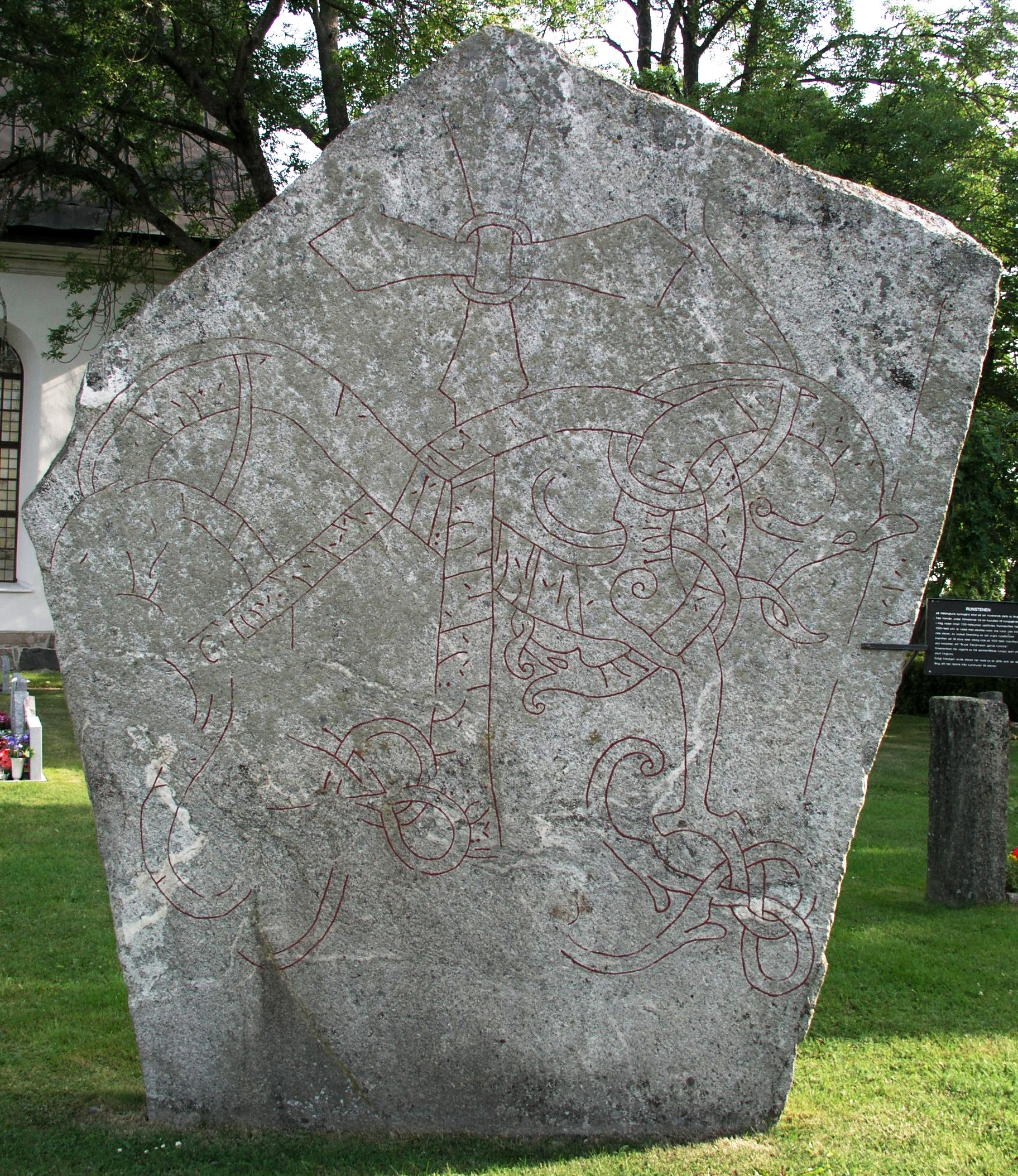
Hälsingtunastenen
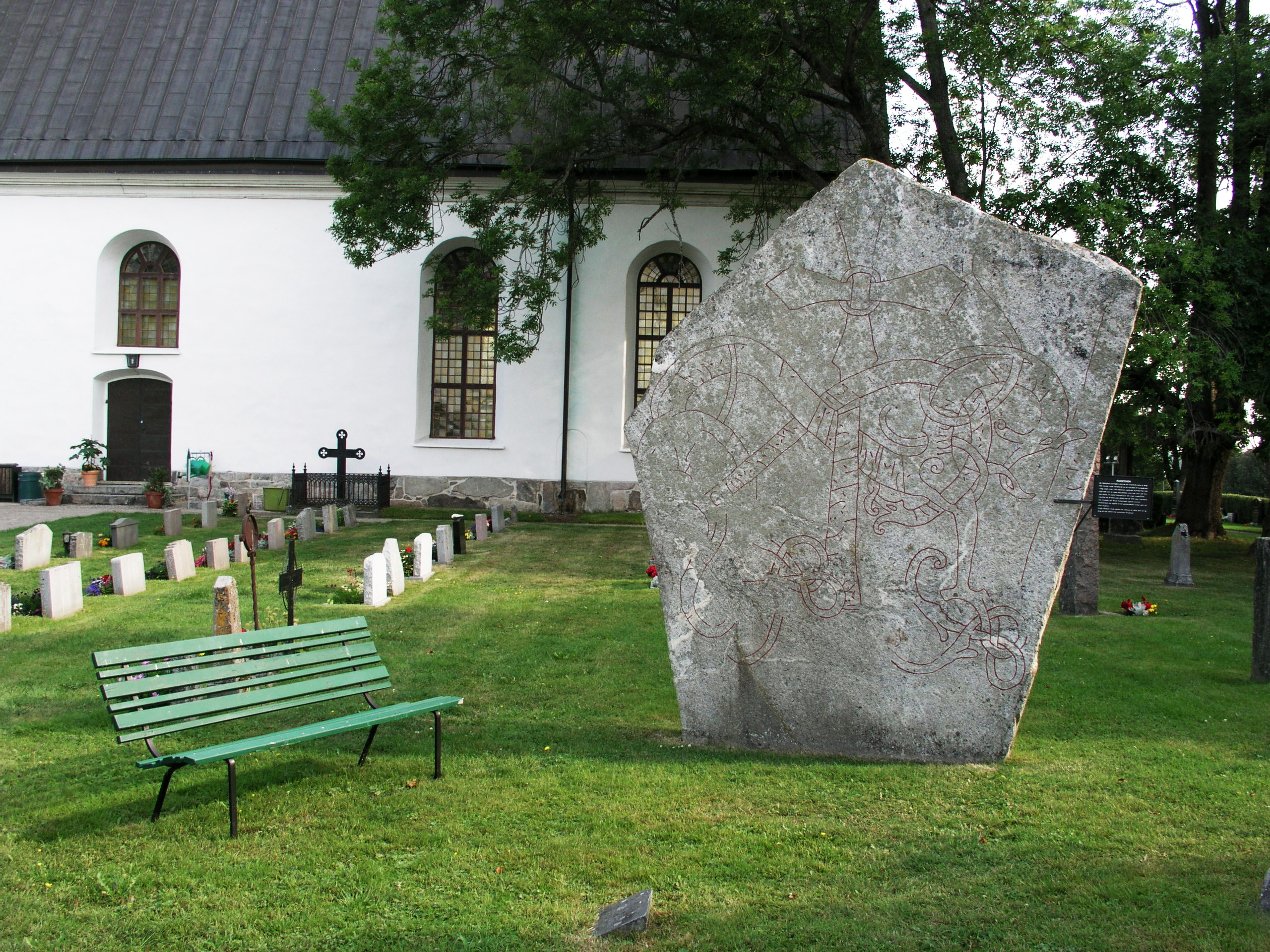
Runstenen vid kyrkan
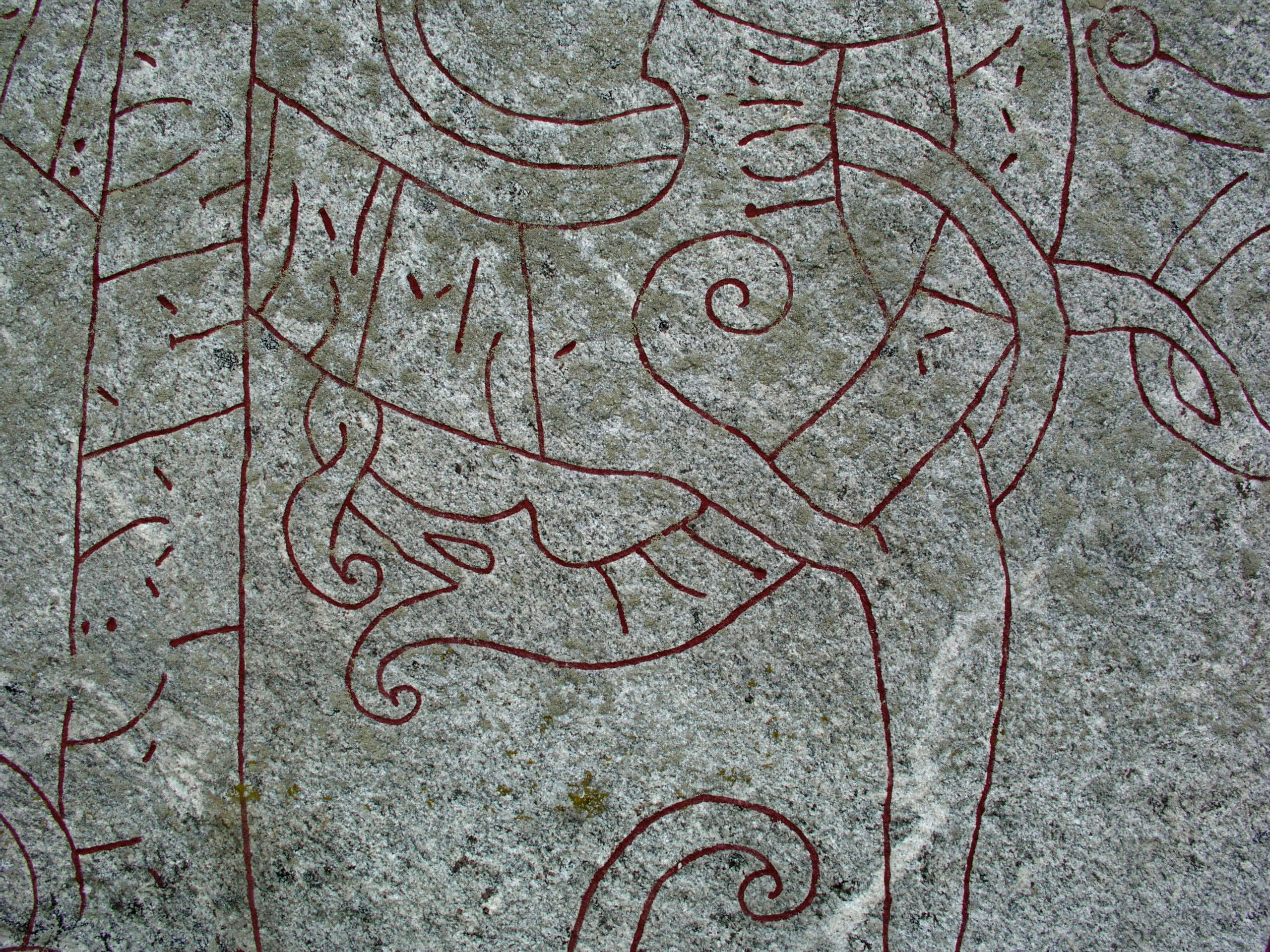
Runor, detaljbild
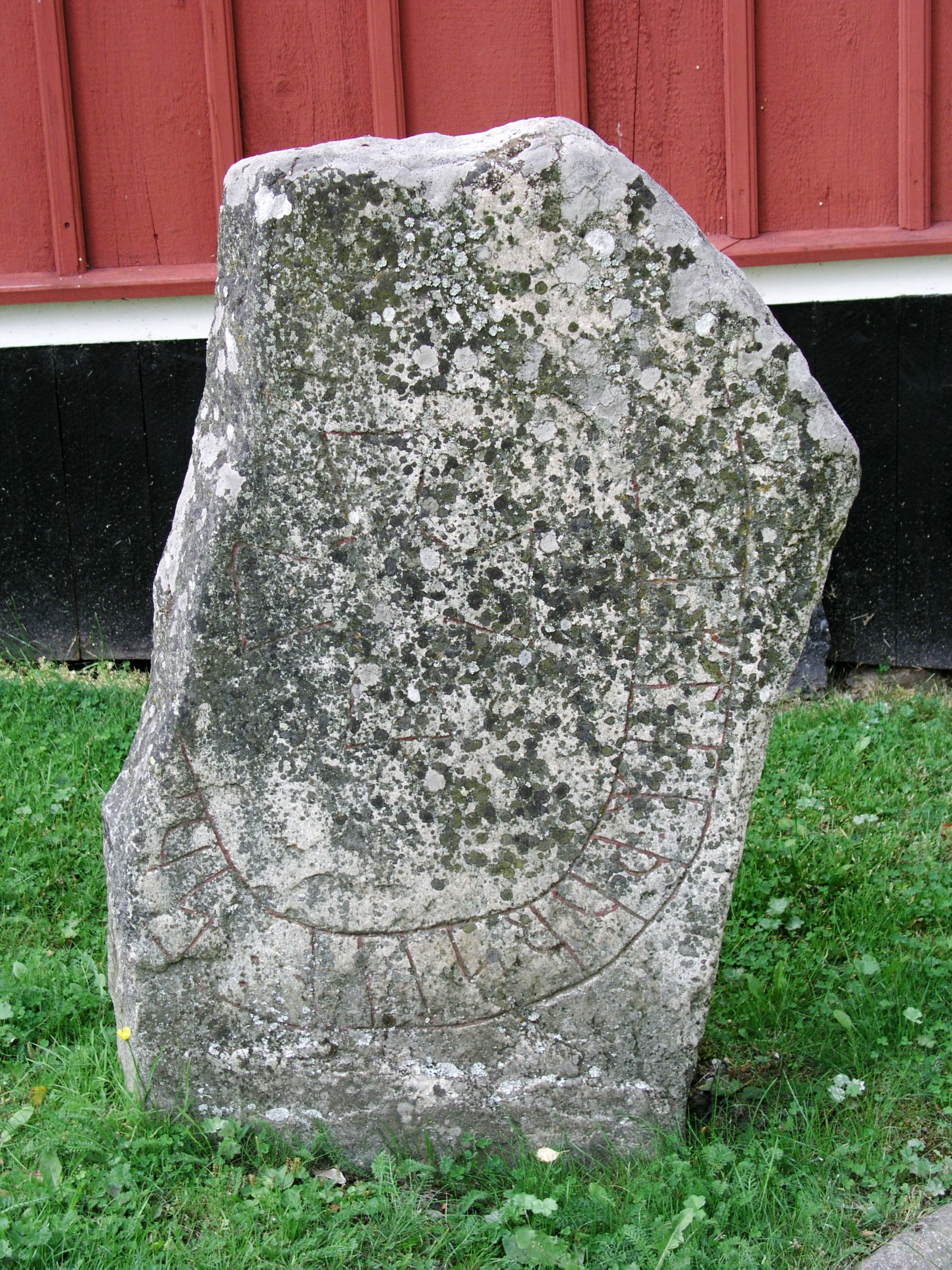
Runsten